# Gustav Justus Christian von Bach
Gustav Justus Christian von Bach (* 6. Juni 1837 in Oldenburg; † 29. Juni 1901 in Dresden) war hannoverischer Premier-Lieutenant, später königlich preußischer Generalmajor und zuletzt Chef des Generalstabes der Generalinspektion der Fuß-Artillerie.

## Herkunft
Die Familie von Bach stammt aus Worms. Unter seinen Vorfahren waren zahlreiche Geistliche, aber der Großvater des Generals wurde Leibarzt des Herzogs Peter Friedrich Ludwig von Oldenburg.
Seine Eltern waren der Dr. med. Friedrich August von Bach (* 15. Juli 1778; † 12. August 1858) und dessen Ehefrau Justine Juliane Auguste Christiane von Trampe (* 27. Mai 1795; † 21. Dezember 1872). Sein Vater war russischer Staatsrat, Leibarzt der Großfürstin Katharina sowie oldenburgischer Geheimer Staatsrat.

## Leben
Er erhielt seine Schulbildung auf der Realschule in Oldenburg. Anschließend ging er 1853 als Kadett nach Hannover. Nach seinem Abschluss ging er am 1. Mai 1856 als Portepeefähnrich in die hannoverische Artilleriebrigade. Dort wurde er am 3. Dezember 1856 zum Seconde-Lieutenant mit Patent zum 14. November 1856 ernannt. Vom 1. Oktober 1858 bis zum 31. März 1861 war er in die Militärakademie nach Hannover abkommandiert. In dieser Zeit wurde er am 1. Juni 1859 zum Premier-Lieutenant mit Patent zum 10. Mai 1859 befördert. Nach seiner Rückkehr in die Brigade wurde er am 1. Juni 1861 in den Vorstand des Laboratoriums der hannoverischen Direktion des Armeematerials berufen.
Während des Deutschen Krieges von 1866 kämpfte die Hannoveranische Armee gegen die Preußen. Sie errang bei Langensalza einen Pyrrhussieg und verlor den Krieg. Das Königreich Hannover wurde anschließend von Preußen annektiert und die Armee aufgelöst.
Bach wechselte daher am 9. März 1867 in preußische Dienste. Er wurde als Premier-Lieutenant mit Patent zum 10. Mai 1865 angestellt und in die 7. Artilleriebrigade aggregiert. Am 26. März 1867 wurde er einrangiert und am 1. Dezember 1867 zum untersuchungsführenden Offizier ernannt. Am 18. August 1868 zum Hauptmann befördert, wurde er am 1. April 1870 Vorstand des Artilleriedepots in Minden. Während des Deutsch-Französischen Krieges kam er am 17. Juli 1870 als Führer in die 2. leichte Reservebatterie, aber schon am 27. Juli 1870 wurde er als Führer der Ausfallbatterie in die Festung Wesel versetzt. Am 4. Februar 1871 wurde er Führer der 6. leichten Fußbatterie.
Nach dem Krieg wurde er am 9. Mai 1871 als Lehrer in die Artillerieschießschule abkommandiert. Am 15. August 1871 wurde er als Lehrer versetzt und dazu à la suite des Feldartillerie-Regiments Nr. 7 gestellt. Am 10. Juni 1873 wurde er – weiterhin Lehrer – a la suite des Feld-Artillerieregiments Nr. 9 gestellt. Aber am 27. Januar 1875 kam er als Batteriechef mit Patent zum 20. Januar 1867 in das Feld-Artillerieregiments Nr. 27. Am 18. Mai 1876 zum Major befördert, kam er zeitgleich als etatmäßiger Stabsoffizier in das 1. Garde-Feld-Artillerieregiment. Dort wurde er am 19. Oktober 1877 als Kommandeur in die II. Abteilung versetzt. Im Jahr 1883 wurde er als Lehrer für Artillerie des Prinzen Wilhelm von Preußen zugewiesen. Am 16. Dezember 1883 zum Oberstleutnant befördert, wurde er am 18. Dezember 1883 mit der Wahrnehmung der Geschäfte als Chef des Generalstabs beauftragt und dazu zur Dienstleistung in die Generalinspektion der Artillerie abkommandiert. Am 26. Februar 1884 wurde er unter Belassung seiner Stellung in den Generalstab der Armee versetzt.

Er erhielt am 13. März 1884 die Bestätigung als Chef des Generalstabes der Generalinspektion der Artillerie. Am 2. April 1887 wurde er Chef des Generalstabes der Generalinspektion der Fuß-Artillerie, am 16. April 1887 wurde er zum Oberst befördert. Anschließend wurde er am 13. November 1888 mit Pension zur Disposition gestellt und dazu mit dem Kronen-Orden 2. Klasse ausgezeichnet, dazu erhielt er die Genehmigung zur Tragen der Uniform des 1. Garde-Feld-Artillerieregiments.
Noch am 27. Januar 1896 bekam er anlässlich des Geburtstages des Kaisers den Charakter als Generalmajor und dazu am 24. Januar 1899 den Roten Adlerorden 2. Klasse mit Eichenlaub. Er starb unverheiratet am 29. Juni 1901 in Dresden.
Im Jahr 1884 schrieb der General der Artillerie Voigts-Rhetz in seiner Beurteilung: Eine sehr gute militärische Erscheinung, geistig ungewöhnlich beanlagt, namentlich von scharfen Verstande, absolut zuverlässiger Charakter, liebenswürdige, joviale Umgangsformen, militärisch und allgemein wissenschaftlich gebildet, kenntnisreich, im praktischen Dienste wohl erfahren, gehört er zu den ausgezeichnetsten Offizieren der Feldartillerie. Die Geschäfte als Chef des Generalstabes bei der Generalinspektion versieht er mit Sachkenntnis, Umsicht, Takt und großer Gewissenhaftigkeit. Er ist einer von denjenigen Offizieren, welche in der jeder Stellung, zu der sie berufen, hervorragendes leisten werden. Zur Beförderung unbedingt geeignet.